# Player (band)
 For alternative betydninger, se Player. (Se også artikler, som begynder med Player)
Player er et Rockband fra USA.

## Diskografi
- Room with a view (1980)
- Spies of life (1981)

| Musikgruppe | Spire Denne artikel om en amerikansk musikgruppe er en spire som bør udbygges. Du er velkommen til at hjælpe Wikipedia ved at udvide den. |